# Джин-Джиген
Джин-Джиген (кирг. Жин-Жиген) — село в Баткенской области Кыргызстана. Административно подчинено администрации города Кызыл-Кия.

## География
Село расположено в восточной части области, на расстоянии приблизительно 1 километра (по прямой) к востоку от города областного подчинения Кызыл-Кия. Абсолютная высота — 1053 метра над уровнем моря.

## Население
Согласно оценочным данным Национального статистического комитета Кыргызской Республики, численность населения села на начало 2023 года составляла 1140 человек.
| год     | 2009 | 2014 | 2015 | 2020 | 2021 | 2023 |
| ------- | ---- | ---- | ---- | ---- | ---- | ---- |
| человек | 606  | 799  | 833  | 1077 | 1100 | 1140 |